# Castello di Sarmato
Das Castello di Sarmato ist eine große mittelalterliche Festung in der Gemeinde Sarmato in der italienischen Emilia-Romagna. Sie liegt im unteren Tidonetal, unweit des Tidonebaches und des Po in der Poebene.

## Geschichte
Die Festung wurde um das Jahr 1000 erbaut, vielleicht vom wilden Volk der Sarmaten, sicherlich aber dann unter der Ägide der Langobarden. Sie liegt an der Kreuzung zweier wichtiger Straßen: Der Via Emilia von Pavia aus und der Via Francigena. Sie war zusammen mit Castel San Giovanni und Borgonovo Val Tidone ein wichtiger Vorposten in strategisch bedeutender Lage zur Verteidigung der Gebiete um Piacenza (guelfisch) vor den Truppen aus Pavia (ghibellinisch). Das erste gesicherte Datum ist 1216, als sich hier die Milizen aus Mailand und Piacenza trafen, die die ghibellinischen Festungen auf den Höhen in der Nähe von Rovescala eroberten.
1270 wurde die Festung, die damals von der Familie Pallastrelli verteidigt wurde, von den Milizen den Herrn von Bardi, Graf Umberto Landi, angegriffen und ernsthaft beschädigt. 1376 überließ Galeazzo II. Visconti, damals Herzog von Mailand, dem Adligen Bartolomeo Seccamelica überlassen, der sie gerade von den Pallastrellis gekauft hatte; später fiel sie über dessen einzige Tochter an die Familie Scotti und kurze Zeit auch an die Arcellis, die Grafen des Tidonetals.
1441 verlehnte Filippo Maria Visconti, Herzog von Mailand, das Castello di Sarmato, zusammen mit dem Grafentitel, an Alberto III. Scotti Douglas. Die Burg blieb in Besitz der Familie Scotti Douglas bis zur Abschaffung des Lehenswesens 1805 durch Napoleon.
1447 betraute Alberto Scotti, der verpflichtet war, Piacenza zu verteidigen, seinen Verwandten Luigi dal Verme, den Graf von Bobbio und Voghera und Herrn von Pianello Val Tidone, Borgonovo Val Tidone, Castel San Giovanni und des gesamten Tidonetals (nach der feudalen Übernahme der Arcellis), der schon immer mit Mailand und den Viscontis verbündet war, mit dem Castello di Sarmato und dem Lehen. Der neue Herzog von Mailand, Francesco I. Sforza, wollte die Herrschaft über Piacenza, das mit Venedig verbündet war, das dem Herzogtum Mailand feindlich gegenüberstand. Er zettelte also Ende 1447 einen Krieg an, eroberte Piacenza und vertrieb die Venezianer. Luigi dal Verme, der Verbündete Mailands und Verwandte der Sforzas, konnte nicht anders, als gegen seinen Vetter Alberto Scotti Partei zu ergreifen, der sich entschieden hatte, dass Piacenza das Bündnis mit dem verfeindeten Venedig verteidigen sollte. Am Ende des Krieges wandte sich Alberto Scotti an den Herzog von Mailand, beanspruchte seinen Besitz und forderte das Lehen von Sarmato und die Burg zurück, aber Sforza hatte dieses Lehen bereits Dal Verme zugesagt. Die Familie Sforza warteten auf den Tod des Grafen Taddeo dal Verme 1493, der nach dem Tod seines Bruders Luigi die Herrschaft über Castel San Giovanni und das Tidonetal übernahm, bevor sie das Dorf an die Scottis zurückgaben.
So erhielt Alberto Scotti 1493 die Herrschaft über das Lehen und das Castello di Sarmato zurück. Auf Alberto folgte sein Sohn Bartolomeo und 1498, nach dessen Tod, fiel Sarmato an dessen Sohn Nicolò. Die Grafen Scotti behielten das Eigentum daran bis 1819, als es nach dem Tod des letzten männlichen Nachkommen an die Erben, die Grafen Zanardi Landi di Veano fiel.
Das Castello di Sarmato ist auch heute noch die Residenz der Grafen Zanardi Landi, der heutigen Eigentümer, die nach und nach mit Arbeiten zum Erhalt und zur Aufwertung der Burg beginnen ließen.

## Beschreibung

### Die Siedlung
Der vollständig aus Mauerziegeln erbaute Komplex ist von einer Mauer umgeben, die noch deutlich sichtbar ist, auch wenn sie einige Altersspuren zeigt; beide umgibt ein Burggraben. Sie umschließen eine kleine Siedlung mit rechteckigem Grundriss, die durch zwei senkrechte Straßen unterteilt ist, an denen Wohnhäuser, das Oratorium von San Carlo Borromeo, die Burg und die Rochette liegen, in die man über eine Zugbrücke gelangte, von der man heute noch klar die Scharniere erkennen kann.

#### Die Tore
Es gibt drei Zugangstore zur Siedlung, die durch Verteidigungseinrichtungen geschützt sind. Der Haupteingang liegt im Süden und wird durch ein zinnenbewehrtes Ravelin mit zwei Bögen bewacht, einer für die Fußgänger und der andere, ein Spitzbogen, für die Wagen, beide mit Zugbrücken versehen. Die anderen beiden befestigten Tore finden sich im Osten (dort ist das Rathaus untergebracht) und im Westen (La Rocchetta genannt), in dem die Garnison untergebracht war.

#### Die Burg
Die Burg ist gegen Norden gewandt, schützte die Provinz Piacenza gegen lombardische Invasionen und zeigt zum alten Bett des Po hin. Sie hat einen U-förmigen Grundriss und ist das Resultat der Erweiterung des Bergfrieds aus dem 13. Jahrhundert, der auf dem Fundament eines alten, langobardischen Turms errichtet wurde. Sie wurde zuerst von den Grafen Scotti Douglas und dann von den Grafen Zanardi Landi erweitert und in eine Adelsresidenz umgebaut sowie mit einem italienischen Garten innerhalb der Mauern ausgestattet. Der Hauptbaukörper wird von einem Signalturm mit einem unregelmäßig fünfeckigen Grundriss flankiert, was ein Unikum in der Verteidigungsarchitektur des Herzogtums Parma und Piacenza darstellt.

#### Die Kirchen
- Das Oratorium San Carlo Borromeo: Dies ist ein Bau innerhalb der Siedlung und eines der wenigen Zeugnisse dieser „ambrosianischen“ Weihe in perfekter Vollendung in der Provinz Piacenza.

## Die Via Francigena
Am Eingang zur Siedlung Sarmato gibt es einen kleinen Bau namens „Casino“; dies ist das alte Krankenhaus für die Pilger, die auf der Via Francigena wanderten. Es wurde an der Kreuzung zwischen der Via Romea und der Straße gebaut, die an den Po führt, wo es im Ort Veratto den Hafen gibt, von dem aus die Pilger alternativ zur „Furt von Sigerico“ im benachbarten Calendasco übergesetzt werden konnten.

## Rochus, Gottardo und der kleine Hund
Die Geschichte des Heiligen Rochus, seine Heiligkeit und sein Schicksal in Sarmato verbreitete sich in der gesamten Christenheit durch die Pilger, die hier anhielten und für immer das Bild der Siedlung in der Provinz Piacenza mit der Hagiographie und Ikonographie des heiligen Wundertäters verbanden. Die Sage berichtet, dass der Heilige Rochus von Montpellier von seiner Pilgerreise nach Rom zurückkam und an der Pest erkrankte, während er die Infizierten im Krankenhaus Santa Maria di Betlemme in Piacenza pflegte. Er verließ die Stadt und flüchtete sich in eine Hütte oder (anderen Quellen zufolge) in eine Höhle im benachbarten Wald in Sarmato, nur wenige Meter vom Castello di Sarmato entfernt und unweit des bedeutenden „Transitum Padi“, der Furt von Calendasco auf der Via Francigena. Ein Hündchen, das jeden Tag einen Laib Brot aus den Küchen des Castello di Sarmato stahl, verließ die Küche mit dem Brot im Maul. Gottardo Pallastrelli, der Burgherr, folgte, als er dieses ungewöhnliche Vorgehen bemerkte, den Hund heimlich und traf so den Heiligen, zu dem der besagte Hund (der der Legende nach „Reste“ hieß) den Brotlaib brachte. Gottardo half Rochus, bis sich dieser erholte, und, als der Heilige Rochus genesen war und ging, ließ Gottardo seine Güter zurück, um auch ein Pilger nach dem Beispiel seines Freundes zu werden. Der Heilige Rochus ist der Patron von Sarmato; sein Fest wird am 16. August gefeiert. In der Siedlung gibt es noch den Brunnen, aus dem der Heilige Rochus aus dem von Gott gezeigten Felsen das Wasser sprudeln ließ, das Oratorium aus dem 17. Jahrhundert und die Höhle der Unterhaltung mit Gott, die dem heiligen Patron geweiht und ein Ort der Verehrung und des Kultes ist.

## Öffnungszeiten, geführte Touren und regelmäßige Veranstaltungen
Das Castello di Sarmato ist jeden Sonn- und Feiertag im Rahmen von geführten Touren zugänglich, ebenso wie zu besonderen Veranstaltungen.